# Bucznik (Schlesische Beskiden)
Der Bucznik ist ein Berg in Polen. Mit einer Höhe von 683 m ist er einer der niedrigeren Berge  im Klimczok-Kamm in den Schlesischen Beskiden. Der Westhang gehört zum Gemeindegebiet von Brenna, der Osthang zu Bielsko-Biała. 

## Tourismus
- Auf den Gipfel führen keine markierte Wanderwege.